# Melithaea linearis
Melithaea linearis är en korallart som först beskrevs av Gray 1870.  Melithaea linearis ingår i släktet Melithaea och familjen Melithaeidae. Inga underarter finns listade i Catalogue of Life.